# Конопа оливкова
Коно́па оливкова (Conopias trivirgatus) — вид горобцеподібних птахів родини тиранових (Tyrannidae). Мешкає в Південній Америці.

## Опис
Довжина птаха становить 13,5-14,5 см. Голова чорна, над очима широкі білі «брови», що з'єднуються на потилиці. Спина оливково-коричнева, крила і хвіст сірувато-коричневі. Горло і нижня частина тіла жовті. Дзьоб відносно довгий, чорний, гострий.

## Підвиди
Виділяють два підвиди:
- C. t. berlepschi Snethlage, E, 1914 — східна Амазонія;
- C. t. trivirgatus (Wied-Neuwied, 1831) — південно-східна Бразилія (від Баїї до Парани), східний Парагвай і північно-східна Аргентина.

## Поширення і екологія
Оливкові конопи мешкають в Бразилії, Венесуелі, Еквадорі, Перу, Болівії, Аргентині і Парагваї. Вони живуть у вологих рівнинних тропічних лісах і в заболочених лісах, на узліссях і галявинах. Зустрічаються на висоті до 950 м над рівнем моря.

## Поведінка
Оливкові конопи живуть в кронах дерев, на висоті від 5 до 12 м над землею. Зустрічаються в зграйках, іноді приєднуються до змішаних зграй птахів разом з жовтогорлими конопами. Живляться комахами. Гніздяться в дуплах дерев, зокрема в покинутих дятлами дуплах. На південному сході Бразилії гніздування відбувається наприкінці весни — на початку літа.